# سید محمد صمصام
سیّد محمّد صَمصام ناموَر به درویش‌صمصام (۱۲۹۰ خورشیدی – ۲۴ آبان ۱۳۵۹) فرزندِ سیّد جعفر قلمزن از دراویشِ بنامِ اصفهان است. بیشترِ شهرتِ وی بخاطرِ شکستنِ آداب‌ورسوم جامعهٔ زمان خود بود.
مزار او در تکیه بروجردی است.

## زایش و تحصیلات ابتدایی
سیّد محمد در سال ۱۲۹۰ در خانواده ای روحانی در محلهٔ صراف‌ها در اصفهان به دنیا آمد. وی مانند اسلاف گذشته‌اش راهی حوزهٔ علمیه شد. مقدمات و سطح را نزد استادان زمان فراگرفت.

## توجه به عرفان
هنگامِ تحصیل، ضمن کسب فقه و اصول به عرفان اسلامی نظر داشت و همراه با دیگر علوم، فلسفه و عرفان را نیز آموخت. مثنوی را خوب می‌خواند و خوب می‌فهمید؛ تا اینکه این ذوق عرفانی در اعماق روح او اثر کرد و همهٔ زندگی و وجودِ او را تحت تأثیر قرار داد. این اثر به صورتِ بی‌اعتنایی به دنیا، بی‌توجهی به مال و منال دنیوی، با روحیهٔ اجتناب از زراندوزی و بی‌اعتنایی به صاحبان زر و زور و اُنس و مهربانی با محرومان در او متجلّی شد.

### بُهلول نمایی
وی با شرکت در مجالس و بیان کلمات طنزآمیز و بُهلول‌گونه، حقایق و انتقادات زمان خود را بیان می‌نمود.

### سبکِ زندگی
او سبک و شیوهٔ ویژه‌ای در زندگی داشت. هیچ وقت سوار خودرو نمی‌شد. سوار قاطر یا اسبی که داشت می‌شد و به تمام محافل و جلسات مذهبی اصفهان و جاهایی که روضه و منبر بود، با همان می‌رفت. حضور او در محافل بر اساس دعوتِ قبلی نبود. حالتی بهلول‌گونه داشت، اما با این حال؛ کردارش از روی درایتی خاص بود.
در زندگی شخصی خودش چیزی جز سادگی و ساده‌زیستی نداشت و با اینحال، یتیم‌نوازی و مسکین‌پردازی از ویژگی‌هایِ زندگیِ وی بود. لباس او اغلب، پیراهن بلند سپید و شلواری سپید و دستاری سبز بود و عموماً جوراب به پا نداشت. وقتی از خیابان و حتی از بازار اصفهان عبور می‌کرد راه‌ها بند می‌آمد و همه می‌ریختند دوروبرش سلام می‌کردند و بچه‌ها اطراف او را می‌گرفتند.
با این که پیر بود، راست‌قامت و سرزنده می‌نمود و هرچند قیافه‌ای جدّی داشت و آهنگین و رجزگونه سخن می‌گفت، اما محتوای حرکات و معنی کلماتش عمدتاً طنز بود و شوخی‌هایش ظریف و جهت‌دار بود.

## درگذشت
در بیست‌وچهارم آبان‌ماه سال ۱۳۵۹ خورشیدی در حالی که طبق معمول با اسب خود به مراسم مُحرَّم می‌رفت، در پیِ تصادف با اتومبیل درگذشت و در سمتِ جنوب شرقی تکیه بروجردی‌ها دفن گردید.
مزارِ او همه روزه پذیرایِ دوستدارانِ اوست. مزارش در ابتدا زیرِ یک کوشک قرار داشت. این کوشک بعدها ویران شد.

## جایگاه در ادبیات عامه
صمصام از جمله شخصیت‌های مشهور اصفهان معاصر است. در فرهنگ شفاهی مردم اصفهان نام بهلول با فرزانگی و جنون، قرین شده است.